# 不死咒怨
《不死咒怨》（英語：The Grudge）是一部2004年的超自然恐怖片，由清水崇执导，史蒂芬·薩斯科编剧，山姆·雷米、勞勃·泰普特和一瀨隆重制作。该片翻拍自清水崇2002年的日本恐怖片《咒怨》，由莎拉·蜜雪兒·吉蘭、傑森·貝爾、卡迪·斯特瑞兰德、可莉·杜瓦和比尔·普尔曼主演，是基于日本《咒怨》系列電影的《不死咒怨》系列電影的第一部作品。藤貴子、尾關優哉和松山鷹志和原版电影一樣扮演了佐伯伽椰子、佐伯俊雄和佐伯剛雄。剧情以非线性的方式讲述，包括了几个相互交叉的次要情节。
在美国2002年翻拍的《七夜冤靈》获得成功后，索尼影業为美国翻拍的《不死咒怨》开了绿灯。原版电影的编剧和导演清水崇被聘为导演，剧本由薩斯科撰写。该片的主体拍摄工作于2004年1月26日开始，2004年7月在日本东京结束。
《不死咒怨》于2004年10月22日由哥倫比亞影業在北美发行。该片以1000万美元的预算获得了1.87亿美元的票房，評論家的評價褒貶不一，他们认为该片没有逻辑性，几乎没有恐怖感。在首映周末，该片获得了3900万美元的票房，成为自1999年《猛鬼屋》以来第一部登上万圣节票房榜首的恐怖片，并且在2009年《黑色星期五》翻拍之前，该片一直是首映周末票房最高的恐怖翻拍片。
该片随后推出了两部续集，即在影院上映的2006年《不死咒怨2》和直接發行影碟的2009年《不死咒怨3》。2020年重启版《怨咒》与本片及其两部续集的事件同时发生。

## 劇情
《不死咒怨》是说含恨而死的人，死不瞑目，化为厉鬼，在死亡之处阴魂不散，向人索命。以下事件按其实际顺序解释，然而，影片是以非线性叙事方式呈现的。
2001年，住在东京郊区的家庭主妇佐伯伽椰子爱上了大学教授彼得·柯克，痴迷地在日记中写下了他。她的丈夫剛雄发现了这本日记，认为伽椰子与另一个男人有染，因而变得妒忌起来。剛雄残忍地杀害了她和撞见谋杀的小儿子俊雄，宠物猫也在愤怒中被杀。剛雄把尸体藏在房子里后，伽椰子的鬼魂用头发吊死了他。
在收到伽椰子的信后，彼得来到佐伯家，发现她和剛雄的尸体以及俊雄的鬼魂。他感到震惊和恐惧，逃离了现场并在第二天自杀了。
2004年，来自美国的威廉斯一家搬进了佐伯家。虽然马特对这所房子很兴奋，但他的妻子珍妮弗和患有痴呆症的母亲埃玛却感到不舒服。马特和珍妮弗很快就被诅咒所吞噬。护理人员洋子来到房子里，发现埃玛独自一人，然后她遇到了伽椰子，被拖到了阁楼上。
由于担心洋子的失踪，她的雇主亚历克斯派了另一名护理人员卡伦·戴维斯来接管对埃玛的照顾。在房子里，卡伦发现俊雄被封在衣柜里，后来又目睹了伽椰子的鬼魂从天花板上下来，带走了埃玛。
亚历克斯不久后到达房子，发现埃玛已经死亡，卡伦处于震惊状态。亚历克斯报了警，中川警探也在场。在阁楼上，中川和他的搭档五十岚发现了马特和珍妮弗的尸体，以及一个人的下颚。与此同时，马特的妹妹苏珊在办公大楼里被伽椰子追杀。在家里，伽椰子袭击了她，她消失了。在下班时，亚历克斯被洋子的无颚尸体杀死。
伽椰子开始纠缠卡伦，卡伦将这一情况告诉了她的男友道格。卡伦调查了这所房子，最终去找中川，中川解释说他调查佐伯死亡事件的三个同事都可能被诅咒所吞噬。当天晚上，中川携带汽油进入房子，打算放火烧毁，但被剛雄杀死。在得知道格冒险到佐伯家找她后，卡伦飞奔到那里。她发现道格瘫痪了，正欲和他一起逃走时，伽椰子爬下楼梯，抓住了道格，道格受惊而死。当伽椰子逼近时，卡伦点燃了汽油。
卡伦幸存下来，在医院里，她得知这所房子也在火灾中幸存下来。看望道格的尸体时，卡伦意识到自己仍然被伽椰子困扰着。

## 演員
- 莎拉·蜜雪兒·吉蘭 飾 卡倫·戴維斯（英语：Karen Davis (The Grudge)）
- 傑森·貝爾（英语：Jason Behr） 飾 道格·麥卡錫（Doug McCarthy）
- 卡迪·斯特瑞蘭德 飾 蘇珊·威廉斯（Susan Williams）
- 威廉·麥鮑瑟 飾 馬特·威廉斯（Matt Williams）
- 可莉·杜瓦 飾 珍妮弗·威廉斯（Jennifer Williams）
- 葛蕾絲·札布里斯基（英语：Grace Zabriskie） 飾 埃瑪·威廉斯（Emma Williams）
- 比爾·普曼 飾 彼得·柯克（Peter Kirk）
- 蘿莎·布拉西（英语：Rosa Blasi） 飾 瑪莉亞·柯克（Maria Kirk）
- 泰德·雷米（英语：Ted Raimi） 飾 亞歷克斯·瓊斯（Alex Jones）
- 石橋凌 飾 中川秀人警探（Det. Hideto Nakagawa）
- 松永博史（日语：松永博史） 飾 五十嵐陽介警探（Det. Yousuke Ikarashi）
- 真木陽子 飾 關根洋子（Yoko Sekine）
- 藤貴子（日语：藤貴子） 飾 佐伯伽椰子（日语：佐伯伽椰子）
- 尾關優哉 飾 佐伯俊雄（英语：Toshio Saeki）
- 松山鷹志（日语：松山鷹志） 飾 佐伯剛雄（英语：Takeo Saeki）

## 外部連結
- 互联网电影数据库（IMDb）上《不死咒怨》的资料（英文）
- AllMovie上《不死咒怨》的资料（英文）
- Director Takashi Shimizu Q&A（页面存档备份，存于）